# Poul Ruders
Poul Ruders (Ringsted, 27 de març de 1949) és un compositor danès.

## Biografia
Ruders es va formar com a organista, i va estudiar orquestració amb Karl Aage Rasmussen. Les primeres composicions de Ruders daten de mitjans dels anys 1960. Ruders entén el seu propi desenvolupament compositiu com un procés gradual, amb la seva veritable veu emergint amb el concert de cambra Quatre composicions, de 1980. Entre els seus deixebles més notables hi ha Marc Mellits.
Sobre Ruders, el crític anglès Stephen Johnson escrigué: "Pot ser gloriosament, explosivament extravertit un minut; reflexiu, acorralat, intentant mirar-se cap a l'interior el següent. Alts esperits sobreabundants alternen amb un lirisme adolorit, gairebé expressionista; simplicitat i franquesa amb ironia astringent".

## Música
Ruders ha creat una gran quantitat d'obres musicals que inclouen l'òpera i obres orquestrals, entre peces per a càmera, vocals i per a solistes, en una varietat d'estils, des del pastitx vivaldià del seu primer concert per a violí (1981) al modernisme explosiu de Manhattan Abstraction (1982).
Algunes obres seves són: les òperes Tycho (1986), The Handmaid's Tale (1990), Proces Kafka/Kafka's Trial (2005) i Selma Ježková (2007), cinc simfonies, quatre quartets de corda, el Violin Concerto No. 1 (1981), Etude and Ricercare (1994) per a guitarra, The Bells (cançons amb la soprano Lucy Shelton), el Christmas Gospel (1994), dues sonates per a piano, o Abysm (2000) per al Grup de Música Contemporània de Birmingham. Ruders ha escrit diverses obres per al guitarrista clàssic i promotor de la nova música nord-americà David Starobin: Psalmodies (1989) i Paganini Variationsper a guitarra i orquestra (1999–2000), i Psalmodies Suite (1990), Etude and Ricercare (1994) i Chaconne (1996) per a guitarra clàssica. Ruders ha compost un Concerto in Pieces (1995), que és una sèrie de variacions sobre el "Cor de les Bruixes" de l'òpera Dido i Enees de Henry Purcell.
La seva quarta simfonia An organ symphony, amb una part significativa per a orgue, fou un encàrrec internacional conjunt per a l'Orquestra Simfònica de Dallas, l'Orquestra Simfònica d'Odense i l'Orquestra Simfònica de la Ciutat de Birmingham. L'estrena mundial va tenir lloc a Dallas (Texas), el 20 de gener de 2011.